# 青木周弼
青木 周弼（あおき しゅうすけ、享和3年1月3日（1803年1月25日）- 文久3年12月16日（1864年1月24日））は、江戸時代後期の蘭方医。周防国大島郡和田村の地下医（村医）青木玄棟の長子。諱は邦彦で、周弼は字。号は月橋。

## 生涯
初め、長州藩医の能美洞庵に医学と儒学を師事する。18歳で大坂、30歳で江戸に行き、深川の坪井信道にオランダ語、臨床医を学び、その縁で宇田川榛斎にも師事した。同門に緒方洪庵がいる。弟の青木研蔵と長崎にシーボルトに教授を受けにも行った。
天保10年（1839年）に長州藩医、天保13年（1842年）、周防医学所の教授蘭学掛になった。また、医学校の好生館設立に尽力、安政2年（1855年）に御側医に昇進した。研藏とともに藩内に種痘をし、コレラ治療に貢献した。門人も多く、村田清風とも交流を持ち、晩年は江戸で西洋医学所頭取就任の要請を固辞した。
著書に「袖珍内外方叢」や「察病論」などがある。
明治36年（1903年）、従四位を追贈された。
山口県萩市南古萩町にある青木周弼の旧宅は、当時の様子をよく残しており、萩市により公開されている。